# Molly Arbuthnot
Molly Arbuthnot, née Molly Irene Frances Weeks, est une costumière britannique née le 19 décembre 1908, dans l'Oxfordshire (Angleterre) et morte le 31 octobre 2001, dans le Surrey (Angleterre).

## Filmographie partielle
- 1954 : Mask of Dust de Terence Fisher
- 1954 : Meurtres sans empreintes (A Stranger Came Home) de Terence Fisher
- 1954 : Face the Music de Terence Fisher
- 1955 : Le Monstre (The Quatermass Xperiment) de Val Guest
- 1955 : Stolen Assignment de Terence Fisher
- 1956 : X l'Inconnu (X the Unknown) de Leslie Norman
- 1957 : Le Redoutable Homme des neiges (The Abominable Snowman) de Val Guest
- 1958 : Le Cauchemar de Dracula (Horror of Dracula) de Terence Fisher
- 1959 : Les Étrangleurs de Bombay (The Stranglers of Bombay) de Terence Fisher
- 1959 : La Malédiction des pharaons (The Mummy) de Terence Fisher
- 1959 : Section d'assaut sur le Sittang (Yesterday's Enemy) de Val Guest
- 1959 : L'Homme qui trompait la mort (The Man Who Could Cheat Death) de Terence Fisher
- 1959 : Tout près de Satan (Ten Seconds to Hell) de Robert Aldrich
- 1959 : Le Chien des Baskerville (The Hound of the Baskervilles) de Terence Fisher
- 1960 : Les Deux Visages du Docteur Jekyll (The Two Faces of Dr Jekyll) de Terence Fisher
- 1960 : Les Maîtresses de Dracula (The Brides of Dracula) de Terence Fisher
- 1960 : Visa pour Canton (Passport to China) de Michael Carreras
- 1961 : La Nuit du loup-garou (The Curse of the Werewolf) de Terence Fisher
- 1962 : Le Fantôme de l'Opéra (The Phantom of the Opera) de Terence Fisher
- 1962 : Le Fascinant Capitaine Clegg (Captain Clegg) de Peter Graham Scott
- 1962 : L'Attaque de San Cristobal (The Pirates of Blood River) de John Gilling
- 1963 : Le Manoir aux fantômes (The Old Dark House) de William Castle
- 1963 : Le Baiser du vampire (The Kiss of the Vampire) de Don Sharp
- 1963 : Paranoïaque (Paranoiac) de Freddie Francis
- 1963 : Les Damnés (The Damned) de Joseph Losey
- 1966 : Pacte avec le Diable (The Witches) de Cyril Frankel
- 1967 : Dans les griffes de la momie (The Mummy's Shroud) de John Gilling